# Histoire de Hong Kong
 (juin 2019).
Si vous disposez d'ouvrages ou d'articles de référence ou si vous connaissez des sites web de qualité traitant du thème abordé ici, merci de compléter l'article en donnant les références utiles à sa vérifiabilité et en les liant à la section « Notes et références ».
Hong Kong est une île en Chine méridionale à laquelle se rattachent depuis 1898 les Nouveaux Territoires sur le continent. Ancien village de pêche et ancien emplacement de salins, Hong Kong est devenue, sous la tutelle britannique, un port de commerce et militaire de grande importance et un centre financier international qui a le neuvième PNB le plus élevé du monde per capita et traite un tiers des mouvements de capitaux étrangers en Chine. Elle a fait retour à la république populaire de Chine en 1997 tout en conservant ses propres institutions et pratiques dans le cadre du modèle « Un pays, deux systèmes ».
En juin 2020, une loi de sécurité nationale a été promulguée par le Comité permanent de l'Assemblée nationale populaire chinoise et suscite de nombreuses inquiétudes quant au degré d'autonomie et de démocratie dans cette partie du monde, ce qui est nié par les autorités de Pékin.

## Préhistoire
Les recherches archéologiques suggèrent une installation humaine à Hong Kong il y a 30 000 à 50 000 ans. Des outils de pêche et de combat en bronze des peuples Yuet pendant l'âge du bronze ont été mis au jour sur les îles de Lantau et Lamma. Des sculptures religieuses en pierre, qui appartiennent probablement aux peuples Che dans la période néolithique, ont été également trouvées sur les îles périphériques et les secteurs côtiers.
Les dernières recherches sur le paléolithique suggèrent que Wong Tei Tung (黃地峒) est l'un des lieux de peuplement les plus anciens de Hong-Kong. Les archéologues pensent qu'il est possible que la production de sel se soit épanouie à Hong Kong il y a à peu près 2 000 ans, bien que les preuves concluantes fassent défaut.

## Dans la Chine impériale
Le territoire est incorporé à la Chine pendant la dynastie Qin (221 à 206 av. J.-C.), et le secteur est fermement consolidé par l'empereur de la Nam Yuet (203 à 111 av. J.-C.).
Les preuves archéologiques indiquent que la population a augmenté à partir de la Dynastie Han (206 av. J.-C. à 220 apr. J.-C.). Dans les années 1950 est excavé le tombeau de Lei Cheng Uk (李鄭屋古墓), datant de la dynastie des Han orientaux (25 à 220 apr. J.-C.), et  Tai Po Hoi (大步海), la mer de Tai Po, était un port majeur de perles en Chine depuis la dynastie Han. Les activités sont plus fortes sous les Han du Sud (917 à 971) et continuent jusqu'à la dynastie Ming (1368 à 1644).
Pendant la dynastie Tang, la région de Guangdong se développe comme centre de commerce international. La région de Tuen Mun (屯門), dans les actuels New Territories (les nouveaux territoires hongkongais), sert de port, de base navale, de centre de production de sel et, plus tard, de base pour l'exploitation des perles. Lantau est également le centre de production de sel, et ses trafiquants sont en lutte contre le gouvernement.
En 1276, pendant l'invasion mongole, la dynastie des Song du Sud déplace sa cour à Fujian, puis à Lantau et, encore plus tard, à l'actuel Kowloon City, mais l'enfant-empereur, Zhao Bing, après avoir été battu à la bataille de Yamen, meurt en se noyant avec ses fonctionnaires. La vallée de Tung Chung (東涌), nommée d'après un héros qui a fait l'ultime sacrifice pour l'empereur, devient une base pour la cour. Hau Wong, haut fonctionnaire de l'empereur, est encore vénéré dans Hong Kong aujourd'hui.
Cependant, lors de la période mongole, Hong Kong voit sa première forte croissance de population à cause de l'immigration des réfugiés chinois. Cinq familles de Hau/Hou (候), Tang/Deng (鄧), Pang/Peng (彭), Liu/Liao (廖) et Man/Wen (文) se prétendent parmi les premières à s'y être installées. En dépit de l'immigration et du développement de l'agriculture, le secteur est toujours relativement stérile, et repose sur le sel, la perle et la commerce de pêche pour sa base économique.

## Arrivée des Européens
Au XVIe siècle, vers le milieu de la dynastie Ming (1368-1644), les négociants portugais commencent à faire du commerce dans la Chine méridionale. En même temps, ils envahissent et accumulent les fortifications militaires dans Tuen Mun. Les batailles militaires entre la Chine et le Portugal s'ensuivent et les Portugais sont chassés. Au milieu du XVIe siècle, afin d'empêcher le contact avec des étrangers, la prohibition maritime (Haijin) entre en vigueur. Elle restreint également l'activité maritime locale, et des villageois dans des secteurs côtiers de Hong-Kong sont obligés de se déplacer vers le continent.
Après la première mission maritime de la Compagnie britannique des Indes orientales en Chine en 1699, le commerce de Hong-Kong se développe ensuite rapidement avec les négociants britanniques. En 1711, la compagnie établit un comptoir commercial à Canton (Guangzhou). Pendant la dynastie Qing, Hong-Kong fait partie du xian de Xin'an (新安縣) et devient l'un des premiers avant-postes militaires pour la Chine impériale.

## Hong Kong sous la tutelle britannique

### Guerre de l'opium et acquisition des Nouveaux Territoires
| Dates, conventions et cessions                 |                                                            |
| le 25 janvier 1841, Convention de Chuanbi      | Cession provisoire de Île de Hong Kong au Royaume-Uni      |
| le 29 août 1842, Traité de Nankin              | Cession de l'île de Hong Kong, fondation de la colonie     |
| le 18 octobre 1860, Convention de Pékin        | Cession de Kowloon (à partir du sud de Boundary Street)    |
| le 1er juillet 1898, Convention de l'Extension | Bail sur les Nouveaux Territoires (comprenant New Kowloon) |

Blason de Hong Kong (1959-1997)

Après une série de défaites chinoises lors de la première guerre de l'opium (1839-1842) remportées par la Royal Navy (sous le capitaine Charles Elliot) et les Royal Marines (sous le capitaine Anthony Blaxland Stransham), l'île de Hong Kong est occupée par les Anglais le 20 janvier 1841. La convention de Chuanbi est alors négociée, mais n'est reconnue ni par la cour de la dynastie Qing à Pékin, ni par la couronne britannique. Les hostilités reprennent, et débouchent en 1842 sur le traité de Nankin. Le territoire devient alors une colonie de la Couronne.
La majeure partie de la population, environ 6 000 personnes à l'époque, se compose de Tanka et de Hakka, établis dans un certain nombre de petits villages côtiers. Avec l'afflux immédiat du commerce, la population croît rapidement. La guerre de l'opium réussit à libéraliser le commerce en Chine pour les Britanniques. Avec une base à Hong Kong, les commerçants, les marchands d'opium, et les négociants britanniques fondent la ville qui devient un centre de libre échange avec l'Asie. Commerçants d'opium américains, notamment John Murray Forbes et John Perkins Cushing (en), et banquiers s'associent bientôt au commerce.

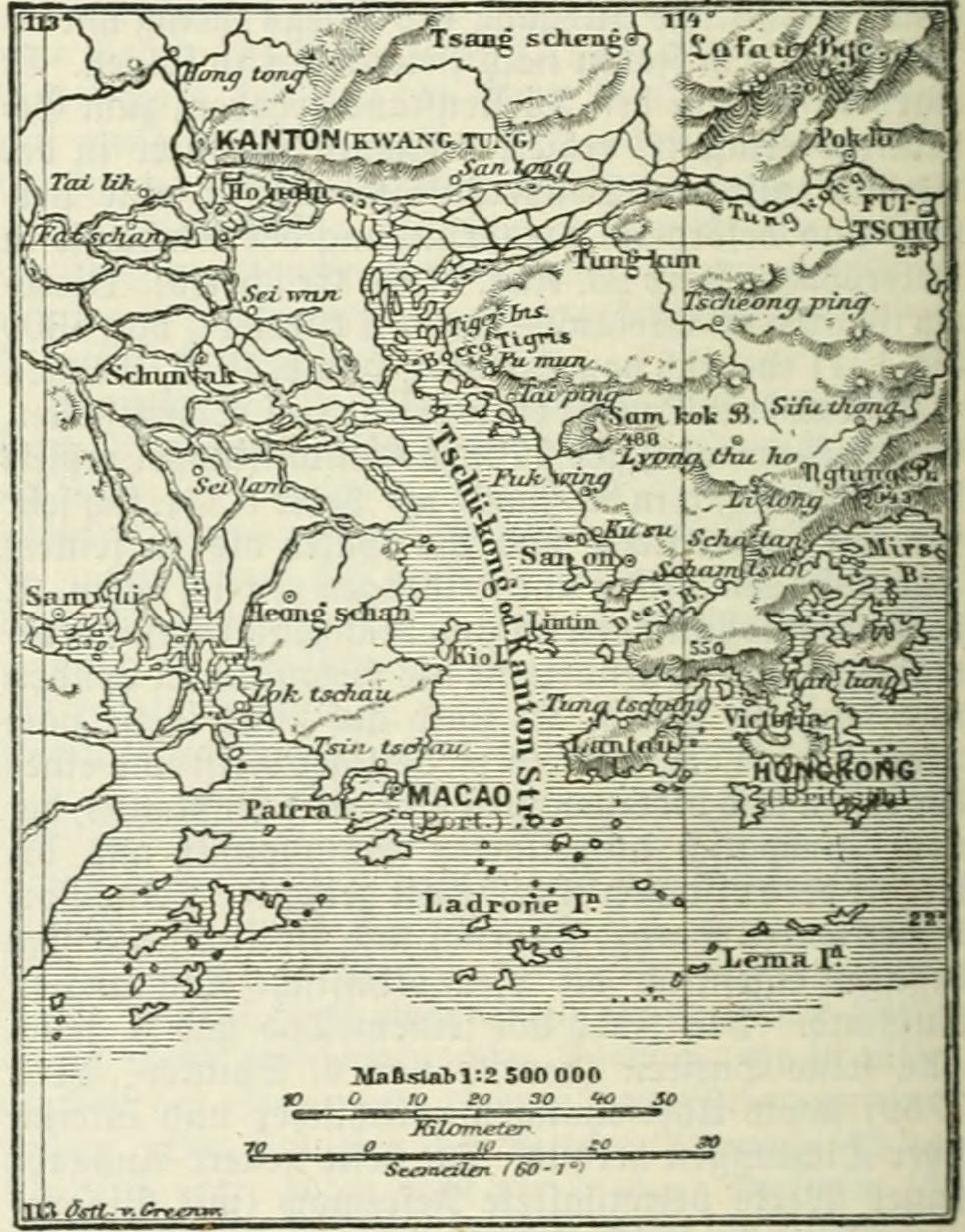
1888 Plan de Hong Kong, Macau, et Guangzhou

Lors de la seconde guerre de l'opium (1856-1860), une tentative d'empoisonnement massif de la population européenne a lieu le 15 janvier 1857. Une importante quantité d'arsenic est introduite dans le pain fabriqué par la boulangerie E-Sing qui fournit notamment la garnison britannique. La quantité introduite est tellement importante qu'elle est facilement décelable, et ne fait que peu de victimes mais la tension créée provoque l'instauration d'un couvre-feu. Les employés et le propriétaire de la boulangerie sont cependant acquittés faute de preuves. La convention de Pékin de 1860 accorde un bail perpétuel sur la péninsule de Kowloon à la Grande-Bretagne, et arrête définitivement les hostilités. En 1862, la population de Hong-Kong est d'environ 120 000 personnes.
En 1898, le Royaume-Uni, conscient de ne pas pouvoir défendre Hong-Kong sans que ses abords soient également sous contrôle britannique, signe un bail de 99 ans pour les Nouveaux Territoires. Après la signature, les habitants indigènes tentent de résister à la prise de contrôle britannique lors de la guerre des Six Jours de 1899 mais sont très vite vaincus. Ils gagnent cependant la concession de pouvoir conserver leurs terres et leurs coutumes traditionnelles, une politique qui perdure de nos jours. Cette acquisition augmente considérablement la taille de la colonie jusqu'au 30 juin 1997.

### Développement économique jusqu'à la Seconde Guerre mondiale
Au printemps 1894, la peste fait environ 100 000 victimes à Guangzhou (Canton). En mai 1894, la peste éclate dans le quartier chinois surchargé de Tai Ping Shan (太平山 Victoria Peak) de Hong-Kong. Au plus fort, l'épidémie tue 100 personnes par jour à Hong-Kong, soit un total de 2 552 personnes dans l'année. La maladie nuit considérablement au commerce et fait fuir plus de 100 000 Chinois de la colonie. La peste continue d'être un problème dans le territoire pendant les 30 ans suivants, tuant encore 1 290 victimes entre 1898 et 1900.

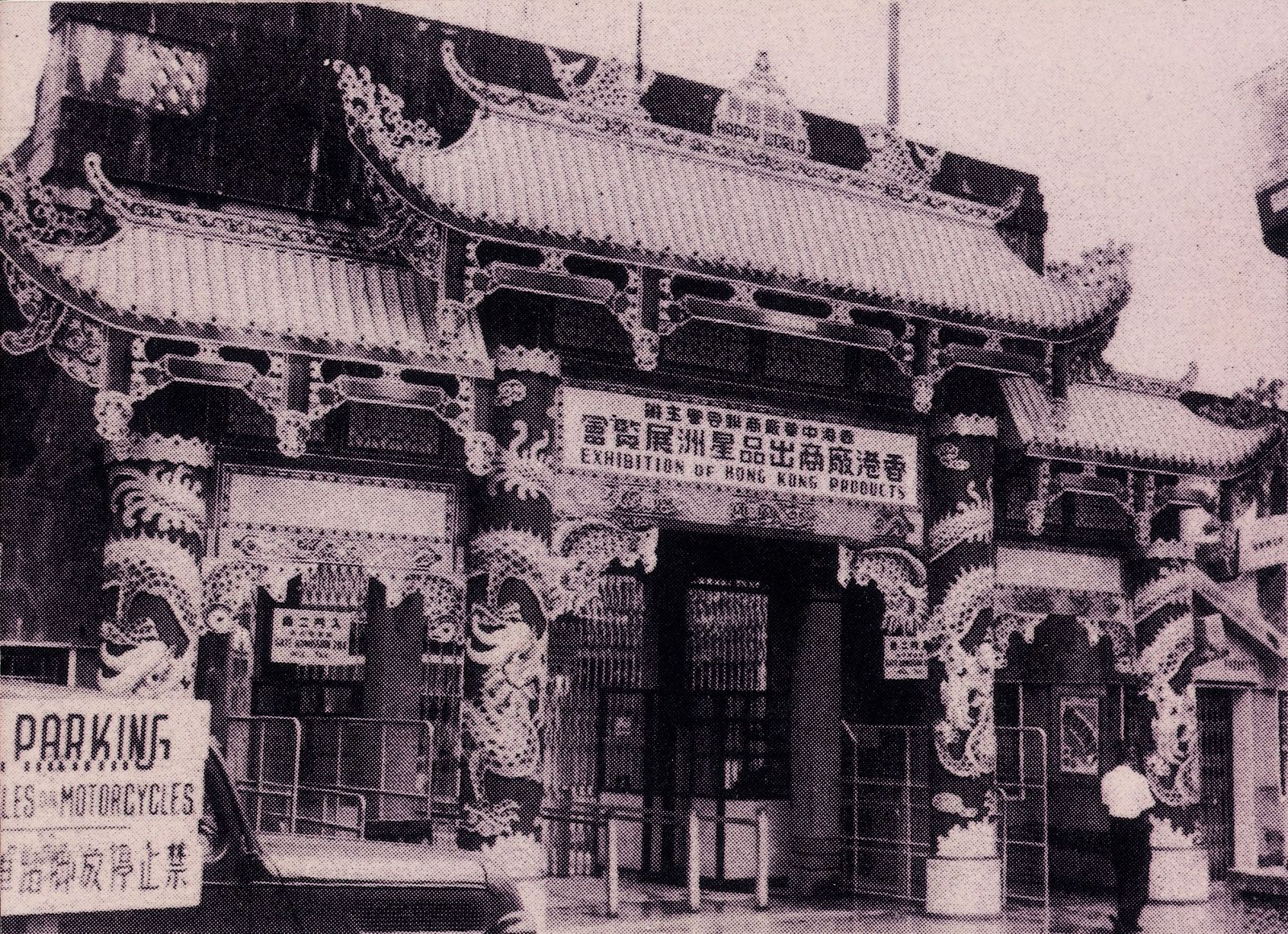
Exposition de produits de Hong Kong, v. 1935.

Le port de Hong Kong devient un des premiers ports de commerce du monde : son trafic passe de 2,9 millions de tonneaux en 1870 à 12 millions en 1903-1904, dépassant Londres, Hambourg, Anvers et New York. Sa large rade, bien abritée dans le chenal qui sépare l'île du continent, est équipée pour recevoir les plus grands navires ; elle sert de port d'abri, de ravitaillement et de réparation, et fournit aussi de la main-d'œuvre. Hong Kong est surtout un port de transit même si, en l'absence de douane, le montant exact des échanges est mal connu.
Lorsque éclate la Première Guerre mondiale en 1914, la crainte d'une attaque possible sur la colonie provoque un exode de 60 000 Chinois. 
L'industrie se développe, surtout dans les Nouveaux Territoires, avec les chantiers navals, l'industrie sucrière et rizière, les conserveries, les ateliers textiles et métallurgiques, tandis que la ville insulaire est surtout administrative et commerciale. Le chemin de fer de Hankou à Kowloon est en voie d'achèvement lorsque commence la seconde guerre sino-japonaise. Avec la forte croissance économique et les bouleversements de la Chine continentale, la population de Hong Kong s'accroît de 385 000 en 1901 à 625 000 en 1925 et 850 000 en 1931 dont 97% sont chinois. Il y a 14 400 Britanniques dont 7 700 militaires, 3 200 Portugais ou métis sino-portugais, 324 Américains, 227 Français, 179 Allemands, ainsi que 4 700 Indiens et 2 100 Japonais. En 1941, le territoire compte 1,6 million d'habitants.

### Occupation japonaise

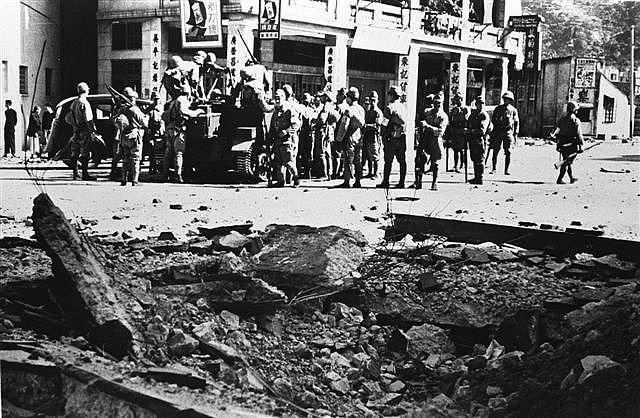
Soldats japonais autour d'un canon britannique capturé, v. 1941.

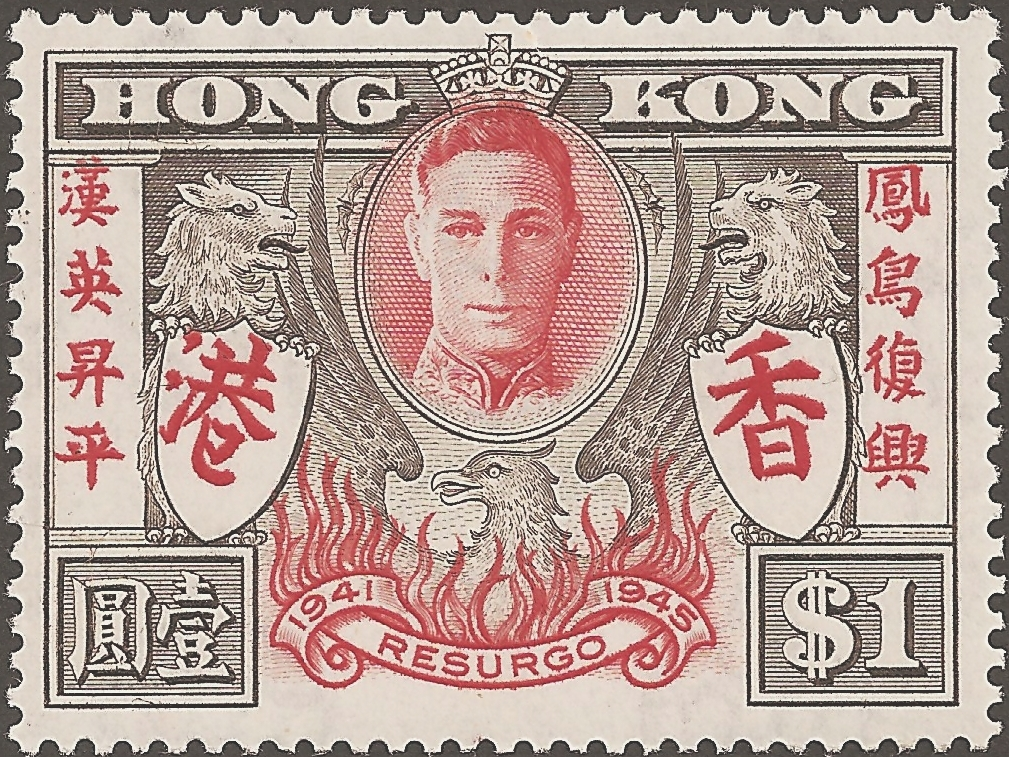
Timbre émis pour la libération de Hong Kong en 1946. Les légendes latérales signifient : « La Chine et la Grande-Bretagne perpétuellement en paix » et « Le phénix revit dans la prospérité ».

Hong Kong est attaqué par les Japonais le 8 décembre 1941. La défense tombe le 25 décembre 1941, date désignée sous le nom de « Noël noir » par les habitants de Hong Kong. L'occupation dure jusqu'au 15 août 1945. L'économie de Hong Kong connaît une rupture quasi complète pendant cette période, nommée « les 3 ans et 8 mois ».
Sous l'occupation japonaise, la politique monétaire est hyperinflationniste. Le dollar de Hong Kong est interdit et remplacé par le Yen des militaires japonais, une devise sans réserves et émise au fur et à mesure par l'administration de l'armée impériale japonaise. Le rationnement devient la norme dans la vie quotidienne.
Vers la fin de la guerre en 1945, la population de Hong Kong est tombée à 600 000 habitants, moins de la moitié de la population d'avant-guerre de 1,6 million.

### Après-guerre
L'arrivée du parti communiste chinois au pouvoir en Chine continentale en 1949 mène à une autre augmentation de population à Hong Kong. Des milliers des réfugiés fuient la Chine vers Hong Kong, et lui font un entrepôt important jusqu'à ce que les Nations unies imposent un embargo sur la Chine pour son soutien à la guerre de Corée. Davantage de réfugiés arrivent pendant le « Grand Bond en avant ».
Compétences et capitaux apportés par les réfugiés du continent — particulièrement Shanghai, avec une vaste quantité de main-d'œuvre à prix réduit — aident à rétablir l'économie. En même temps, elle devient un port-atelier où les entreprises occidentales importent des matières premières. Celles-ci sont transformées en biens divers avant exportation. L'économie de Hong Kong connaît donc une croissance sans précédent.
Les grands camps de squatters se développent dans tout le territoire. Afin de répondre au problème du logement causé par l'afflux des réfugiés tout en maîtrisant les risques d'incendie et les risques sanitaires, le gouvernement entame une politique de logement public. Au début, les logements publics sont très rudimentaires : plusieurs familles partagent les toilettes et l’équipement de cuisine commun. Maintenant, plus de 50 % de la population de Hong Kong vit dans les logements publics subventionnés.

### Les émeutes de 1967
En mai 1967, le mouvement ouvrier — sous l'influence de la révolution culturelle en RPC — recourt à la violence. Les émeutes durent pendant les six mois suivants. Un célèbre journaliste de radio, Lam Bun (en) (林彬), qui critique ouvertement le mouvement, est assassiné. Les agitateurs de gauche recourent aux attaques terroristes en plaçant de vraies et fausses bombes dans Hong Kong et autour de la ville. La perception des Hongkongais envers les communistes devient hautement négative. L'écrasement du mouvement ouvrier entraîne la chute du réseau des communistes de Hong Kong.
La coupure de l'eau par la Chine continentale durant ces émeutes de 1967 amène le gouvernement à créer le Réservoir High Island.

### De 1967 aux années 1990

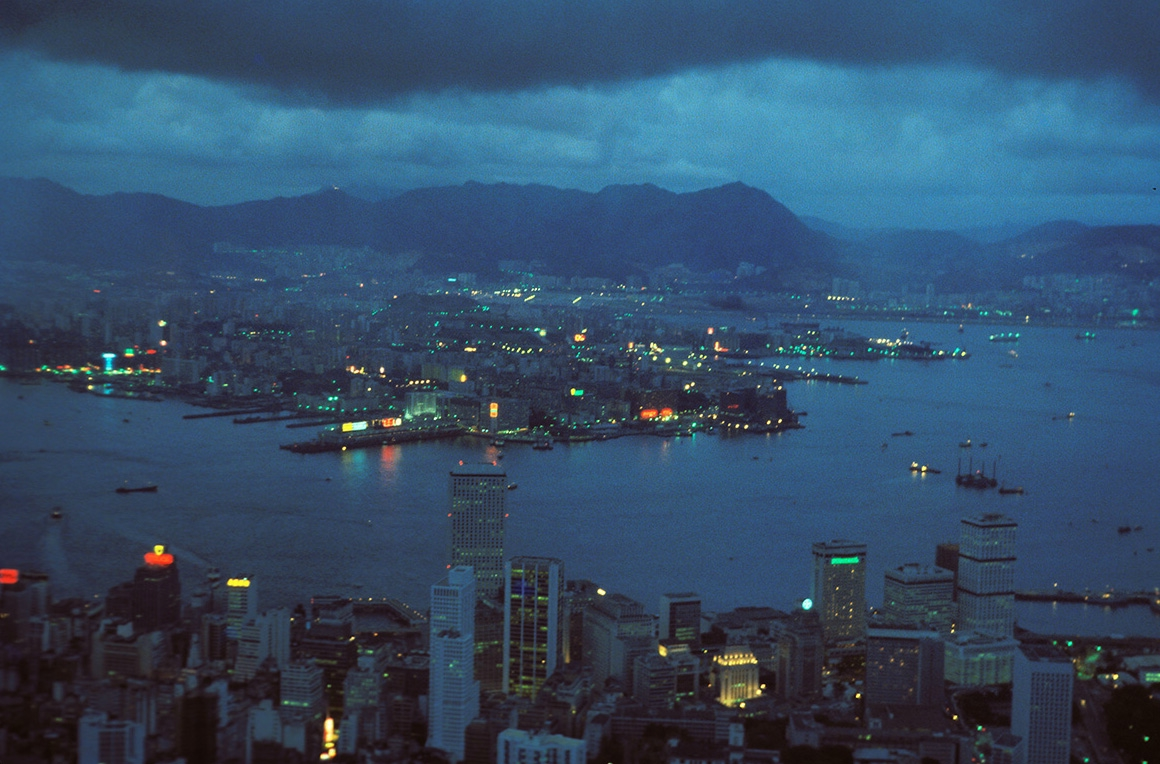
Hong Kong, 1978

En 1974, le gouverneur Murray McLehose fonde la Commission indépendante contre la corruption (ICAC), pour lutter contre la corruption, notamment au sein de la police. Les pratiques corrompues sont si répandues qu'une pétition réclamant des poursuites rallie un nombre considérable de Hongkongais.
La police s'oppose d'abord à l'ICAC mais le succès de celle-ci permet à Hong Kong de devenir par la suite l’un des États les moins corrompus du monde.
Pendant les années 1970, l'éducation subventionnée par le gouvernement passe de six ans à neuf ans et le gouvernement crée un réseau de parcs dans la campagne de Hong Kong. L'ouverture du marché chinois continental et l’augmentation des salaires hongkongais attirent beaucoup de fabricants vers le nord. Cependant, Hong Kong consolide sa position de centre de commerce et de tourisme important dans la région de l’Asie du sud-est.
Sur le plan social, l'espérance de vie, le taux d'alphabétisation, le revenu par habitant et d'autres indices socio-économiques élevés témoignent du progrès et des réalisations de Hong Kong pendant les quarante dernières années du XXe siècle.

### La transition avant le retour à la Chine
En 1982, quinze ans avant l'expiration du bail sur les nouveaux territoires, les gouvernements du Royaume-Uni et la république populaire de Chine (RPC) entament un dialogue sur l’avenir de Hong-Kong. La Première ministre du Royaume-Uni, Margaret Thatcher, espère que l’ouverture croissante du gouvernement de la RPC et les réformes économiques sur le continent mèneront la RPC à une prolongation de la présence britannique.
Toutefois, la RPC refuse de reconnaître les Traités sous lesquels l’île de Hong Kong et la péninsule de Kowloon avait été cédées à la Grande-Bretagne à perpétuité. Elle ne revendique pas seulement la rétrocession de nouveaux territoires mais de la totalité de l'île de Hong-Kong et de la péninsule de Kowloon.
La Chine considère l’ensemble des traités comme injustes et inégaux, et donc refuse de reconnaître la souveraineté britannique sur Hong-Kong, seulement son administration. En fait, la 27e Assemblée générale des Nations unies adopte une résolution[réf. nécessaire] affirmant la position et les exigences de la RPC vis-à-vis de Hong Kong une décennie plus tôt, le 8 novembre 1972. Huang Hua, le Représentant permanent de la RPC à l’ONU, écrit une lettre au Président du comité de décolonisation de l'ONU en mars 1972, disant que « Hong Kong et Macao n’entrent pas du tout dans la catégorie générale de « colonie », mais font partie du territoire chinois occupé par les autorités britanniques et portugaises. En tant qu’ayants droit de la dynastie Qing et de la République de Chine, la résolution de la question de Hong-Kong et de Macao entre complètement dans le périmètre des droits souverains de la RPC ». Il rassure en rajoutant que « la Chine emploiera des moyens paisibles le moment venu. Le statu quo sera préservé jusqu'à la résolution des questions sur Hong-Kong et Macao ».
Indépendamment des revendications de souveraineté, Deng Xiaoping reconnaît que Hong Kong, avec son économie de marché, ne peut être assimilée dans la République populaire qu'au terme d'une durée plus ou moins longue, et qu'aucune tentative de procéder brutalement ne serait dans l'intérêt de l’un et l’autre. Il préconise une politique bien plus pragmatique connue sous le nom de un pays, deux systèmes dans laquelle les systèmes économiques de Hong-Kong, aussi bien que Macao, sont séparés de la RPC. Soucieux de la réunification avec Taïwan, il la lui propose également.
Le 19 décembre 1984, la déclaration commune sino-britannique sur la question de Hong Kong (« la déclaration commune ») est signée par les gouvernements de la RPC et du Royaume-Uni. Aux termes de cet accord, Hong-Kong cessera d'être une colonie britannique le 1er juillet 1997 et deviendra une région administrative spéciale (SAR) de la RPC. L'opposition des Hongkongais à la rétrocession provoque une première vague d'émigration.
Un an après, les premières élections du conseil législatif de deux fois 12 membres, élus par le gouvernement britannique ont eu lieu le 26 septembre 1985, il devint le premier organe élu, 150 ans après le début de la colonisation britannique.
Le gouverneur, Sir Edward Youde, meurt en 1987. Il est remplacé par Sir David Wilson.
Le 4 avril, 1990, la loi fondamentale de Hong Kong (Basic Law of Hong Kong) est officiellement adoptée comme Constitution de Hong-Kong après la rétrocession. Le bloc de politiciens "pro-Pékin" fait bon accueil à cette loi fondamentale, en l'appelant "le système légal le plus démocratique qui ait jamais existé en RPC". En revanche, pour le bloc pro-démocratie, il manquait une constitution.
En juillet 1992, Chris Patten est nommé le dernier Gouverneur britannique. Patten était, précédemment, Secrétaire général du parti conservateur au Royaume-Uni jusqu'à ce qu'il perde son siège lors des élections générales parlementaires britanniques, en avril. Il est le premier politicien professionnel à être gouverneur de Hong-Kong, ses prédécesseurs étant tous issus du service diplomatique. En revanche, Patten a peu de connaissance ou d'expérience de Hong-Kong ou de la Chine, et ne parle ni le mandarin ni le cantonais. Les relations avec Pékin se tendent quand Patten présente des réformes démocratiques qui augmentent le nombre de membres élus au Conseil législatif de Hong-Kong. Ces changements sont considérés par la RPC comme une infraction de la loi fondamentale.
Patten mène des réformes électorales en 1994 (en).
À minuit et une seconde le 1er juillet 1997, Hong-Kong est remis à la république populaire de Chine par le Royaume-Uni. Le Conseil législatif, composé exclusivement de membres élus en 1995, est dissous et remplacé par le « Conseil législatif temporaire » élu par un comité de sélection dont les membres sont nommés par le gouvernement de la RPC. Tung Chee Hwa, élu en décembre par ce même comité de sélection, assure les fonctions de premier chef de l'exécutif de Hong Kong (Chief Executive of Hong Kong).

## Les changements

### Changements symboliques
- Tous les bureaux publics arborent les drapeaux de la RPC et de Hong Kong. Le drapeau du Royaume-Uni ne flotte plus que sur le Consulat-Général et d'autres lieux britanniques.
- Le portrait de la reine Élisabeth II disparaît des billets de banque, pièces de monnaie, timbres-poste et bureaux publics. En 2005, des pièces de monnaie et quelques billets de banque produits avant 1997 restent encore circulation et sont toujours valables.
- Le titre « royal » est abandonné par presque tous les organismes qui le portaient, à l’exception du Royal Yacht Club de Hong Kong.
- Des références légales à « la couronne » sont remplacées en se référant à « l'État », et les barristers qui avaient été nommés conseils de la Reine (Queen’s Counsel) sont maintenant connus comme Conseils supérieurs (Senior Counsel).
- Quelques jours fériés de Hong Kong (en) changent : l'anniversaire officiel de la reine et autres jours fériés britanniques sont supprimés et remplacés par la fête nationale de la république populaire de Chine (le 1er octobre), et le jour de la création de la Région Administrative Spéciale (SAR) de Hong-Kong (le 1er juillet).
- Toutes les pillar box (en) de couleur rouge, le courrier royal, arborant l’emblème et les blasons de la reine Élisabeth II, sont remplacées par des boîtes aux lettres de Hong-Kong de couleur verte.

### Absence de changement
À d'autres égards, les points suivants ne subissent pas de changements :
- L’indépendance juridique : la nouvelle région administrative spéciale (SAR) demeure une juridiction distincte et indépendante, et continue d'appliquer le système de droit anglophone (English Common Law).
- L’indépendance frontalière et douanière : la frontière avec le continent est maintenue et surveillée comme avant. Le libre échange avec le reste du monde et avec le continent sont préservés.
- Hong-Kong reste membre à part entière de divers organismes internationaux tels que CIO, l’APEC et l’OMC, et préserve ses droits de négocier et maintenir ses propres traités et conventions, y compris les accords bilatéraux d'aviation avec les pays et les territoires étrangers. Des vols entre Hong-Kong et la Chine continentale sont considérés vols internationaux (ou vols entre territoires).
- L’indépendance de la politique d'immigration pour la plupart des pays étrangers. De même, les détenteurs de passeport de la RAS de Hong-Kong ont un accès plus facile aux pays au sein de l’Union européenne et les pays de l’Amérique du Nord, contrairement aux citoyens du continent. Les anciens citoyens coloniaux peuvent encore employer les passeports britanniques d'outre-mer après 1997.
- L'anglais, de par la Loi fondamentale (Basic Law), est une des langues officielles et son enseignement reste courant dans toutes les écoles. Cependant, la plupart des écoles (mais pas toutes) enseignent maintenant en dialecte cantonais avec des textes écrits en chinois, en tandem avec la langue anglaise.
- La liberté d'expression : les citoyens continuent à jouir davantage de libertés politiques que la Chine continentale, en l'occurrence liberté de la presse, bien que "l'art de l'autocensure" y soit de plus en plus pratiqué.
- Hong-Kong, à la différence du continent, continue de conduire du côté gauche.
- Normes d’installation : les normes britanniques des prises électriques (BS1363), de la transmission de TV (PAL-I) et beaucoup d'autres normes techniques du Royaume-Uni sont encore utilisées à Hong-Kong. Cependant, les compagnies de téléphone n’installent plus de prises de téléphone BS 6312 à Hong-Kong.
- Hong-Kong conserve son code téléphonique international (852), et le plan de numérotation est indépendant de celui du continent : les appels entre Hong Kong et le continent exigent toujours de composer l'indicatif l’international.
- L'ancienne routine britannique des défilés militaires, et la terminologie de commandement en anglais sont préservées dans tous les services disciplinaires et tous les organismes. Les soldats de l'Armée populaire de libération (APL) de la garnison chinoise de Hong Kong ont leur propre mode de défilement et les ordres sont donnés en mandarin.
- Les emplacements des statues britanniques, par exemple ceux de la Victoria (reine), roi George, etc., sont restés inchangés.

### Événements majeurs pendant la transition
Pendant la période transitoire pour la rétrocession en 1997, les manifestations de la place Tiananmen (« massacre de la place Tiananmen ») en 1989, constituent un événement majeur qui accroit la méfiance à l'égard du système communiste et déclenche une grande vague d’immigration. Le 27 mai 1989, environ 1 million de Hongkongais manifestent pour « la démocratie du patriotisme » (愛國民主). Les manifestations ne cessent que bien après l'écrasement du mouvement le 4 juin.
Depuis l’événement, les Hongkongais sont divisés en deux groupes : les «pro-Pékin» qui soutiennent un rapprochement avec Pékin et le « pro-démocratique » qui soutiennent l'évolution vers davantage de démocratie et le statut spécial de Hong-Kong. Ces deux groupes et attitudes politiques concurrentiels dominent le débat et l'écosystème politique d'aujourd'hui.
Ces craintes et méfiance envers les communistes ont provoqué une deuxième et plus grande vague d'émigration. L'Australie, le Canada, Singapour, et les États-Unis sont devenus les destinations préférées. Richmond Colombie-Britannique au Canada gagne le surnom « nouveau Chinatown ».

## Hong Kong depuis 1997

### Une reconversion économique difficile

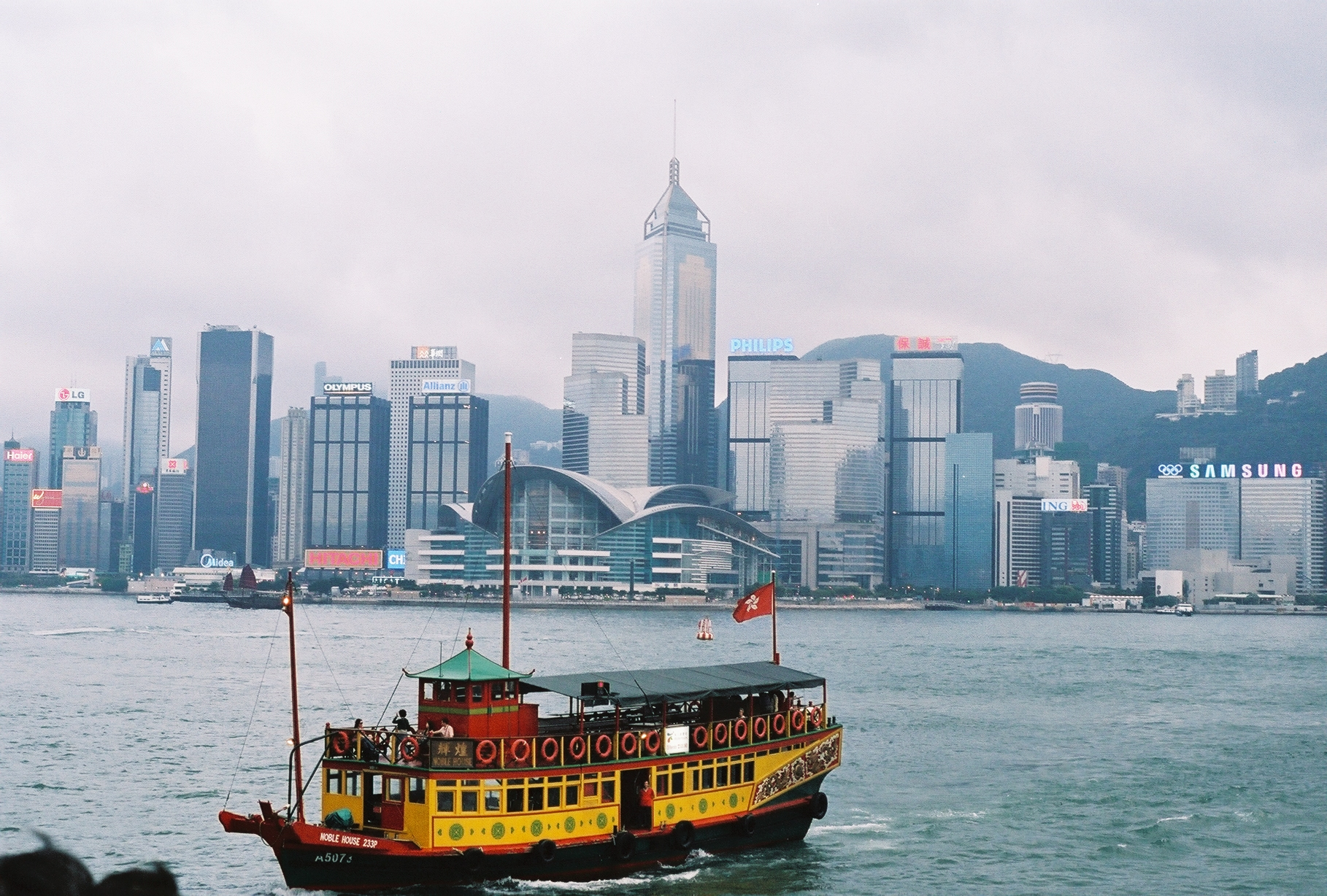
Baie de Hong Kong en 2007

Pendant trois mois après la rétrocession de juillet 1997, Hong Kong est entraînée dans la crise économique asiatique pendant laquelle le marché boursier est tombé jusqu'à 22,8 % en une semaine. Entre l'été 1997 et l'été 1998, les composants principaux du Hang Seng ont perdu presque deux tiers de leur valeur. Le gouvernement prend la décision controversée d’intervenir en investissant des milliards de dollars pour acheter des titres sur le marché. Bien que cette intervention empêche le marché de s'effondrer et évite la pression pour que le lien du dollar de Hong Kong avec le dollar US ne soit cassé, cette méthode d'intervention est globalement condamnée comme une gigantesque contradiction avec l’économie de marché libre de Hong Kong.
En 1998, la bulle spéculative immobilière éclate, principalement à cause de la crise économique qui a touché toute la région, mais aussi en partie à cause de la politique de logement social du gouvernement. Lors de son accession au poste de chef de l'exécutif de Hong Kong, Tung Chee-Hwa annonce l'objectif de construire 85 000 appartements par an afin de réduire le temps d'attente pour le logement public de sept à trois ans. Ces facteurs combinés commencent à durcir la récession la plus grave qu'ait connue Hong Kong depuis 1967, où la diminution des revenus gouvernementaux, couplée aux engagements sur des grands projets d'infrastructure engendrent un déficit structurel et la pire diminution des réserves fiscales jamais connue.

### Reprise en main politique
En 2001, le secrétaire général de l'administration (Chief Secretary for the Administration), Anson Chan, démissionne. Il est remplacé par le secrétaire aux finances Donald Tsang. Mme Chan est perçue comme proche de l'administration coloniale précédente, et après sa démission, elle devient critique à l'égard du gouvernement et milite pour la démocratie.
L'administration de Tung Chee Hwa est également marquée par l’inquiétude sur l’état de droit et de l'autonomie de Hong Kong vis-à-vis des autorités centrales chinoises. En 1999, la cour d'appel final (Court of Final Appeal) de Hong Kong décide que les enfants nés en Chine continentale, dont l'un des parents est hongkongais, auront droit de demeurer dans Hong Kong à condition que l'un ou l'autre parent soit résident permanent de Hong Kong. Cette décision accorde le droit de résider à Hong Kong aux enfants nés en Chine d'une mère chinoise et d'un père hongkongais. La décision indispose le gouvernement Hongkongais, qui fait appel de la décision, et obtint de Pékin une réinterprétation de la Basic Law par le gouvernement central.
Lors de la récession économique, le SRAS touche gravement la ville à partir de février 2003, quand le premier cas soupçonné est enregistré, jusqu’au 23 juin 2003, quand l'Organisation mondiale de la santé enlève Hong Kong de la liste des territoires affectés. La ville est dans un état de panique à cause de l'épidémie. L’activité économique est considérablement perturbée, la scolarité interrompue. Le tourisme et la restauration, des secteurs importants, sont décimés, le taux de chômage a atteint 7,9 % comparé à 2,2 % en 1997 et 4,4 % en 2000. L'épidémie tue 299 personnes dans le territoire.
En 2004, avant de commencer une révision constitutionnelle sur la question du suffrage universel, le gouvernement de Hong Kong sollicite l’avis du gouvernement central. Ce dernier indique que le suffrage universel ne peut pas être appliqué avant 2007, la date la plus tôt envisagée par la Basic Law, qui dispose que la démocratie soit introduite progressivement, d'une manière qui ne risque pas de créer l’instabilité dans la Région Administrative Spéciale.
À ce moment, le gouvernement propose une loi qui vise la subversion politique, envisagée sous l'article 23 de la Basic Law (en). Ceci engendre de graves craintes de la population pour les libertés de la presse, de religion et d'association. La profonde baisse de popularité du Chief Executive Tung Chee Hwa et de ses fonctionnaires, la conjoncture économique mauvaise et la non-maîtrise de la pandémie incitent au moins 500 000 personnes à manifester le 1er juillet 2003 — date symbolique —, soit six ans jour pour jour après la rétrocession. Il s’agit de la plus grande manifestation sur le sol chinois depuis Tiananmen en 1989. La proposition de loi est rejetée après la perte du soutien d’un nombre important de législateurs. Plusieurs membres du cabinet, notamment le secrétaire de Sécurité, Regina Ip, sont contraints de démissionner. Malgré des voix puissantes et des demandes persistantes pour la démission de Tung, soutenu par le parti communiste chinois, il reste en poste jusqu'au 10 mars 2005, 20 mois après la manifestation du 1er juillet.
En 2005, Tung capitule, et, face aux réclamations de la plupart de la population, démissionne avant la fin de son mandat de Chief Executive. Par la suite, une polémique se développe sur la durée du mandat de son successeur : commencerait-il un nouveau mandat de quatre ans, ou achèvera-t-il uniquement le solde de deux ans ? Impatient d'éviter l'incertitude constitutionnelle en l’absence d’un dirigeant et d’une décision des tribunaux de Hong Kong, le gouvernement de Hong Kong va aller de nouveau chercher une précision de la Basic Law à ce sujet auprès du gouvernement central.
Le départ de Tung est largement associé au changement de dirigeant en Chine : Hu Jintao (胡锦涛) prend le pouvoir en septembre 2004 au sein de la Commission militaire centrale (RPC) de la république populaire de Chine, l'organe suprême de la force armée chinoise. Après une élection exceptionnelle où il n’y a qu'un seul candidat qualifié, Donald Tsang remplace Tung pour le solde du mandat de deux ans. Il est ensuite réélu pour mandat de quatre ans qui s'achève le 25 mars 2012. En tant que secrétaire général, Tsang est le deuxième plus haut fonctionnaire de l’administration. Ce fonctionnaire de carrière, populaire, connu pour ses nœuds papillon, et est élevé au titre de chevalier par la reine du Royaume-Uni pour son service dans l'administration coloniale.
Les défaillances de l’administration de Tung montrent les attentes de la population pour une réforme politique de Hong Kong ; et la pétition pour le suffrage universel révèle les craintes de voir accéder au pouvoir un dirigeant sans soutien populaire. La réforme politique du territoire est toujours en chantier, mais la reprise économique et les nouveaux dirigeants calment le jeu pour le moment.
Le 25 mars 2012, Chun-ying Leung succède à Donald Tsang au poste de Chief Executive. Candidat de la tendance « pro-Pékin », Leung Chun-ying (CY Leung) est élu par 689 voix par les 1 200 membres du Conseil législatif de Hong Kong. Le représentant de la tendance « Pan Démocrate » n'obtient que 70 voix.

### Frégates et parapluies

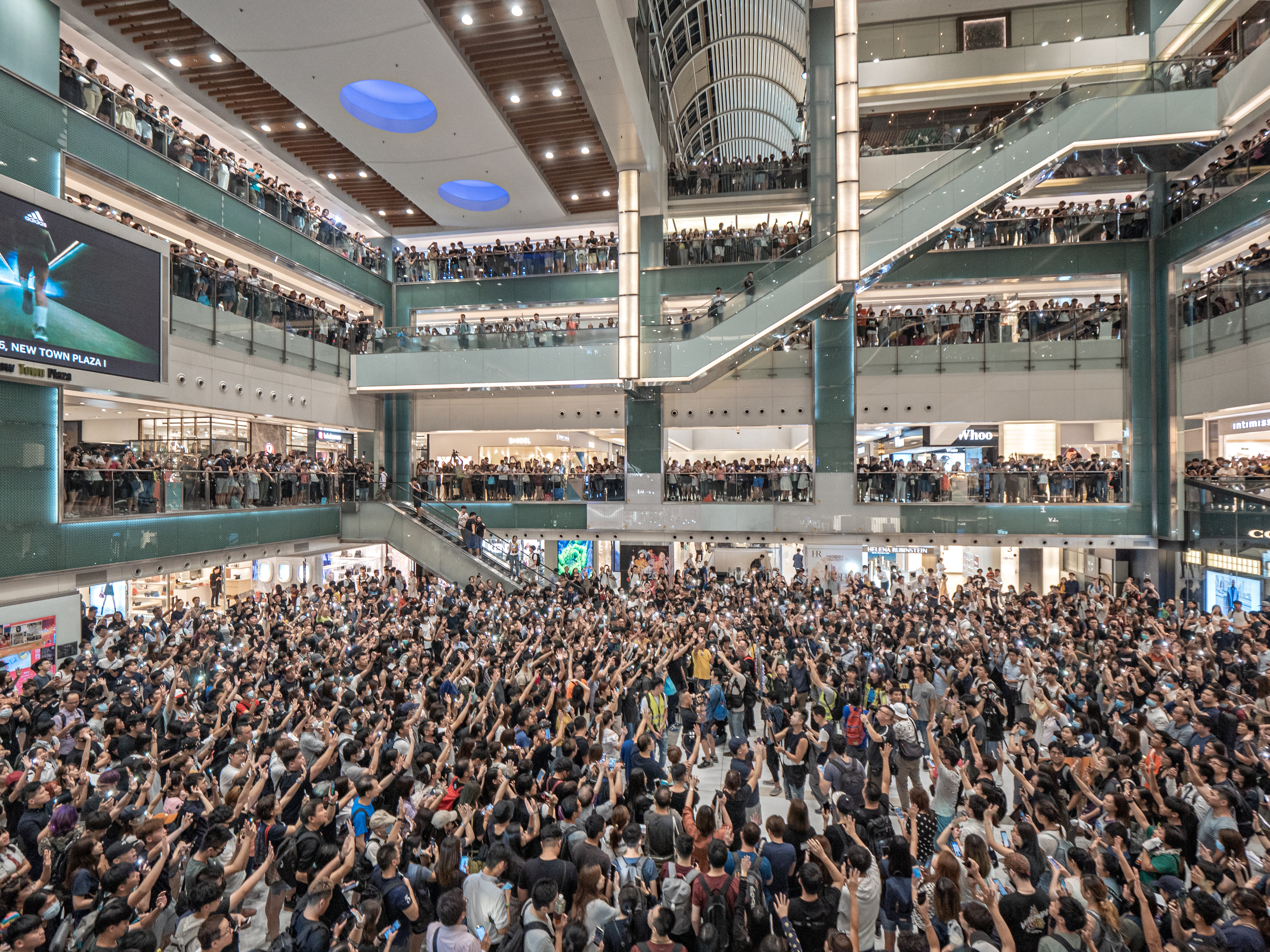
Manifestants prodémocratie chantant Gloire à Hong Kong (2019)

En mai 2013, Pékin annonce la réouverture de Hong Kong comme port militaire pour l'entraînement, les cérémonies, l'hébergement et la réparation d'unités de la Marine de l’Armée populaire de libération malgré une attitude défavorable de la population : une consultation ne recueille que 20 avis favorables contre 19 000 opposés. En janvier 2014, le ministre de la sécurité de Hong Kong déclare que la marine de l'APL ne sera en aucun cas employée contre des manifestations. En février, une première parade se tient dans le port avec des frégates et des hélicoptères. La tenue d'une élection au suffrage universel est de nouveau reportée jusqu'en 2017. 
En 2014, des milliers de manifestants dorment dans les rues et sont persécutés, voulant une véritable élection, rejetée par le gouvernement de Pekin.
Lors de l'élection du directeur général en 2017, Carrie Lam (林鄭月娥) obtient 777 voix et devient nouvelle directrice générale de la région administrative spéciale de Hong Kong.

### Depuis la loi sur la sécurité nationale
En mai 2020, le gouvernement Chinois annonce soumettre au vote du parlement Chinois (mais pas celui de Hong Kong) une loi sur la sécurité nationale interdisant « la subversion, la sédition et la sécession », ce qui a eu pour effet de relancer les manifestations pro-démocratie, mises en pause en raison de la pandémie de Covid-19. Les manifestants craignent que cette loi ne mène directement à la fin de l'autonomie de Hong Kong sans attendre la date de 2047.
Les autorités ont déclaré illégaux certains slogans et chansons, supprimé ou recadré les sujets sensibles dans les programmes scolaires et retiré les livres sur la démocratie des rayons des bibliothèques publiques.
« De la politique à la culture, de l'éducation aux médias, la loi a infecté chaque partie de la société hongkongaise et fomenté un climat de peur qui oblige les habitants à réfléchir à deux fois à ce qu'ils disent, à ce qu'ils tweetent et à la manière dont ils vivent leur vie », a déclaré Amnesty International dans son rapport de 2021 qui dénonce une sinisation de la région et une dégradation générale des droits de l'homme.